# Johan VI van Anhalt-Zerbst
Johan VI van Anhalt-Zerbst (Zerbst, 24 maart 1621 - aldaar, 4 juli 1667) was van 1621 tot aan zijn dood vorst van Anhalt-Zerbst. Hij behoorde tot het huis Ascaniërs.

## Levensloop
Johan VI was de enige zoon van vorst Rudolf van Anhalt-Zerbst en diens tweede echtgenote Magdalena van Oldenburg, dochter van graaf Johan VII van Oldenburg. Enkele maanden na zijn geboorte stierf zijn vader, waarna hij hem opvolgde als vorst van Anhalt-Zerbst. Zolang Johan minderjarig was, werd hij onder het regentschap geplaatst van zijn oom, vorst August van Anhalt-Plötzkau. Zijn opvoeding werd toevertrouwd aan zijn lutheraanse moeder en hij werd dan ook volgens dit geloof opgevoed, waar de gereformeerde vorsten van Anhalt niets aan konden doen. Vanaf 1633 volgde hij zijn opleiding aan het hof van zijn oom Anton Günther van Oldenburg.  
Toen hij in 1644 zelfstandig begon te regeren, verving Johan VI de staatsgodsdienst van het gereformeerde Anhalt-Zerbst door het lutheranisme. Hierdoor weigerden de gereformeerde Staten Johan VI te huldigen en moest keizer Frederik III ingrijpen. Op die manier kon Johan zijn heerschappijaanspraken tegenover de Staten doordrukken.
Als vorst van Anhalt-Zerbst wist Johan VI zijn gebied uit te breiden: zo verwierf hij na het uitsterven van de graven van Barby in 1659 het ambt Mühlingen en later ook de ambten Walternienburg, Dornburg en Möckern. Na het overlijden van zijn oom Anton Günther van Oldenburg erfde in juni 1667 de heerlijkheid Jever.
In 1642 werd hij door zijn oom, vorst Lodewijk I van Anhalt-Köthen, opgenomen in het Vruchtdragende Gezelschap. Als gezelschapsnaam kreeg hij de Welgevormde met als motto met sierlijke scherpte. Als embleem werd hem de tropaeolum toegewezen.
In juli 1667 stierf Johan VI op 46-jarige leeftijd aan de pokken. Hij werd bijgezet in de Bartholomaikerk van Zerbst.  

## Huwelijk en nakomelingen
Op 16 september 1649 huwde hij met Sophia Augusta (1630-1680), dochter van hertog Frederik III van Sleeswijk-Holstein-Gottorp. Ze kregen dertien kinderen:
- Johan Frederik (1650-1651)
- George (1651-1652)
- Karel Willem (1652-1718), vorst van Anhalt-Zerbst
- Anton (1653-1714), Pruisisch generaal-luitenant
- Johan Adolf (1654-1726)
- Johan Lodewijk (1656-1704), vorst van Anhalt-Zerbst-Dornburg
- Joachim Ernst (1657-1658)
- Magdalena Sophia (1658-1659)
- Frederik (1660-1660)
- Hedwig Maria Eleonora (1662-1662)
- Sophia Augusta (1663-1694), huwde in 1685 met hertog Johan Ernst III van Saksen-Weimar
- Albrecht (1665-1665)
- August (1666-1667)